# Баршунаста пањевчица
 Баршунаста пањевчица  (лат. Flammulina velutipes) је зимска гљива, названа по типично баршунастој дршци и времену раста.

## Опис гљиве
- Шешир пречника до 10 см, полукружан затим раван са благо набораним рубом; слабо меснат; кожица глатка, влажна и лепљива; жутосмеђе или црвенкастосмеђе боје, у средини тамнији.
- Листићи бели затим наранџастоцрвени, доста ретки, широки а према крају шешира ужи.
- Дршка 3-7 см дуга, пуна затим шупаља и бочно стиснута; под шеширом црвенкастожута, ниже сомотаста (баршунаста) тамносмеђе боје; дно дршке шиљато скоро црно.
- Месо жуто, танко, меко, жилаво, у дршци влакнато и жутозеленкасто, неизраженог мириса (по воћу) и укуса.
- Споре у маси беле.

## Станиште
Расте од касне јесени до краја зиме, појединачно или у бусенима, најчешће на пањевима врбе и другом живом и трулом листопадном дрвећу.

## Употреба
Баршунаста пањевчица је јестива гљива. Доброг је квалитета и како расте када других гљива нема у природи вредност јој расте. У Јапану се узгаја у великој количини (до хиљаду тона годишње) и сматра се лековитом. Радо се једе у источној Европи док је на западу мало популарна. Опасност од замене са другим гљивама не постоји с обзиром на карактеристично баршунасту дршку, место и време раста.
|  | Опис гљиве у овом чланку није потпун нити је довољан за коректну и сигурну идентификацију гљиве. Непажњом врло лако се јестиве гљиве могу помешати са отровним. Уколико се поједу отровне уместо јестивих гљива, може доћи до тешких оштећења појединих органа, или до смрти оног који их је појео. Aко желите да скупљате гљиве, не препоручује се коришћење описа из овог чланка за препознавање, већ да се обавестите о изгледу и начину препознавања код неког стручњака за гљиве. |